# Кэпитал-Саут
Кэпитал-Саут (англ. Capitol South) — подземная пересадочная станция Вашингтонгского метро на Синей, Оранжевой и Серебряной линиях. Она представлена одной островной платформой. Станция обслуживается Washington Metropolitan Area Transit Authority. Расположена в южной части района Кэпитал-Хилл с одним выходом на юго-западном углу перекрёстка 1-й улицы и Си-стрит, Юго-Восточный квадрант Вашингтона. Поблизости к станции расположен Капитолий, а также другие правительственные здания. Пассажиропоток — 2.794 млн. (на 2001 год).
Станция была открыта 1 июля 1977 года.
Открытие станции было совмещено с завершением строительства ж/д линии длиной 19,0 км, соединяющей Национальный аэропорт и РФК Стэдиум и открытием станций Арлингтонское кладбище, Вашингтонский национальный аэропорт имени Рональда Рейгана, Истерн-Маркет, Кристал-сити, Л'Энфант плаза, Мак-Фёрсон-сквер, Пентагон, Пентагон-сити, Потомак-авеню, Росслин, Смитсониан, Стэдиум-Армэри, Фаррагут-Уэст, Федерал-Сентер Саут-Уэст, Федерал-Триэнгл и Фогги-Боттом — ДВЮ. Оранжевая линия обслуживает станцию со времени открытия 20 ноября 1978 года. Открытие Серебряной линии запланировано на 2013 год.